# Didier Raboutou
Didier Raboutou (ur. 28 kwietnia 1962 w Tuluzie) – francuski wspinacz sportowy. Specjalizował się w prowadzeniu i wspinaczce na czas oraz uprawiał wspinaczkę lodową. Jest ojcem Brooke Raboutou.

## Kariera sportowa
Uczestnik, medalistka zawodów wspinaczkowych Sportroccia we włoskiej miejscowości Bardonecchia.
Wielokrotny uczestnik i medalista zawodów wspinaczkowych Rock Master we włoskim Arco, gdzie zdobył dwa złote medale (w 1989 i 1990).
Życie prywatne
Jego żona, Robyn Erbesfield (ur. 1963), uprawiała wspinaczkę sportową. Specjalizowała się w prowadzeniu (w 1995 została mistrzynią świata).
Córka Brooke (ur. 2001) uprawia wspinaczkę sportową (specjalizuje się w boulderingu i prowadzeniu). Syn Shawn także uprawia wspinaczkę.

## Osiągnięcia

### Mistrzostwa świata
| Konkurencje | 1991 |
| Prowadzenie | 6    |

### Mistrzostwa Europy
| Konkurencje | 1996 | 1998 |
| Prowadzenie | 1    | 3    |

### Rock Master
| Konkurencje | 1988 | 1989 | 1990 | 1992 |
| Prowadzenie | 3    | 1    | 3    | 3    |

### Sportroccia
| Konkurencje | 1988 | 1989 |
| Prowadzenie | 1    | 3    |